# ルナ・ナポリターナ
「ルナ・ナポリターナ」（Luna Napoletana）は、1960年代前半頃にイタリアで歌唱された楽曲である。イタリア国外でも日本等で訳詞されたものが歌唱されている。
日本では一部「夢のナポリターナ」のタイトルでリリースとなったものも存在する。ただし、「ルナ・ナポリターナ」の正確な日本語訳は「ナポリの月」である。

## 解説
原曲は「With All My Heart」等を歌唱したイタリアの歌手であるマリノ・マリーニが歌唱したものである。イタリア語による原曲には「別れた今も、同じように光っている。私にもう一度、愛の光を下さい」と言う意味の歌詞がある。
この楽曲は1960年頃にリリースされた。
同年より訳詞されたものが日本でもリリースされた。中でも話題となったのはダニー飯田とパラダイス・キング（メインボーカル：坂本九）版とザ・ピーナッツ版であった。ただし、両者の日本語訳の歌詞内容は大幅に異なり、ダニー飯田とパラダイスキング版は歌詞の冒頭が「Oh Luna Luna 見ておくれ…」と始まる歌詞であるのに対して、ザ・ピーナッツ版は「お月様…、その胸の悲しみを知りつつ」から始まっている。なお、ザ・ピーナッツ版はほぼ原曲に忠実な訳詞となっている。
リリースよりおおむね50年が経過した現在でも、両者のCDに収録されることの多い楽曲となっている。

## カヴァーを行ったアーティスト

### 日本
- ダニー飯田とパラダイス・キング（メインボーカル：坂本九）（東芝レコード）
- ザ・ピーナッツ（キングレコード）
- 西田佐知子（ポリドール・レコード）
- 松島トモ子（コロムビア・レコード）
- 島田マリ（ビクターレコード）
- 林家三平（東芝EMI） - 林家の生前は未発表。1992年発売『林家三平　メモリアル・ベスト』で初商品化された。

## シングル収録曲

### ダニー飯田とパラダイス・キング盤
品番はJP-5054。
1. 遥かなるアラモ（英語版）
2. 夢のナポリターナ
  - 訳詞：岩谷時子、編曲：ダニー飯田

### ザ・ピーナッツ盤
品番はEB-7026、SEB-6（ステレオ盤）。
1. ルナ・ナポリターナ
  - 訳詞：音羽たかし、編曲：宮川泰
2. バイアの小道

### 西田佐知子盤
品番はDJ-33。
1. ボーイ・ハント
2. 夢のナポリターナ
  - 訳詞：水木かおる、編曲：チャーリー石黒

### 松島トモ子盤
品番はSA-507。
1. 夢のナポレターナ
  - 訳詞：みナみカズみ、編曲：小林郁夫
2. パイナップル・プリンセス（英語版）

### 島田マリ盤
品番はVS-453。
1. 夢のナポリターノ
訳詞：井田誠一、編曲：野々村直造
2. はるかなるアラモ

## 主要参照文献
- 『ザ・ピーナッツ メモリーズBOX』付属解説書 2004年11月26日発売